# Сергеева, Анна Борисовна
Анна Борисовна Сергеева (1928—2012) — сельскохозяйственный деятель, Герой Социалистического Труда (1971).

## Биография
Анна Сергеева родилась 10 марта 1928 года в деревне Воронцово (ныне — Сафоновский район Смоленской области). С 1943 года работала в колхозе в родном селе. С 1950 года была налоговым агентом налогового районного финансового отдела. В 1953 году окончила семь классов школы. Работала председателем Издешковского сельсовета народных депутатов, одновременно была секретарём территориальной парторганизации. С 1957 года Сергеева работала бригадиром полеводческой бригады колхоза «Мир». Внесла большой вклад в повышение урожайности зерновых и технических культур, повышение эффективности животноводства. С 1961 года работала дояркой в деревне Васюково.

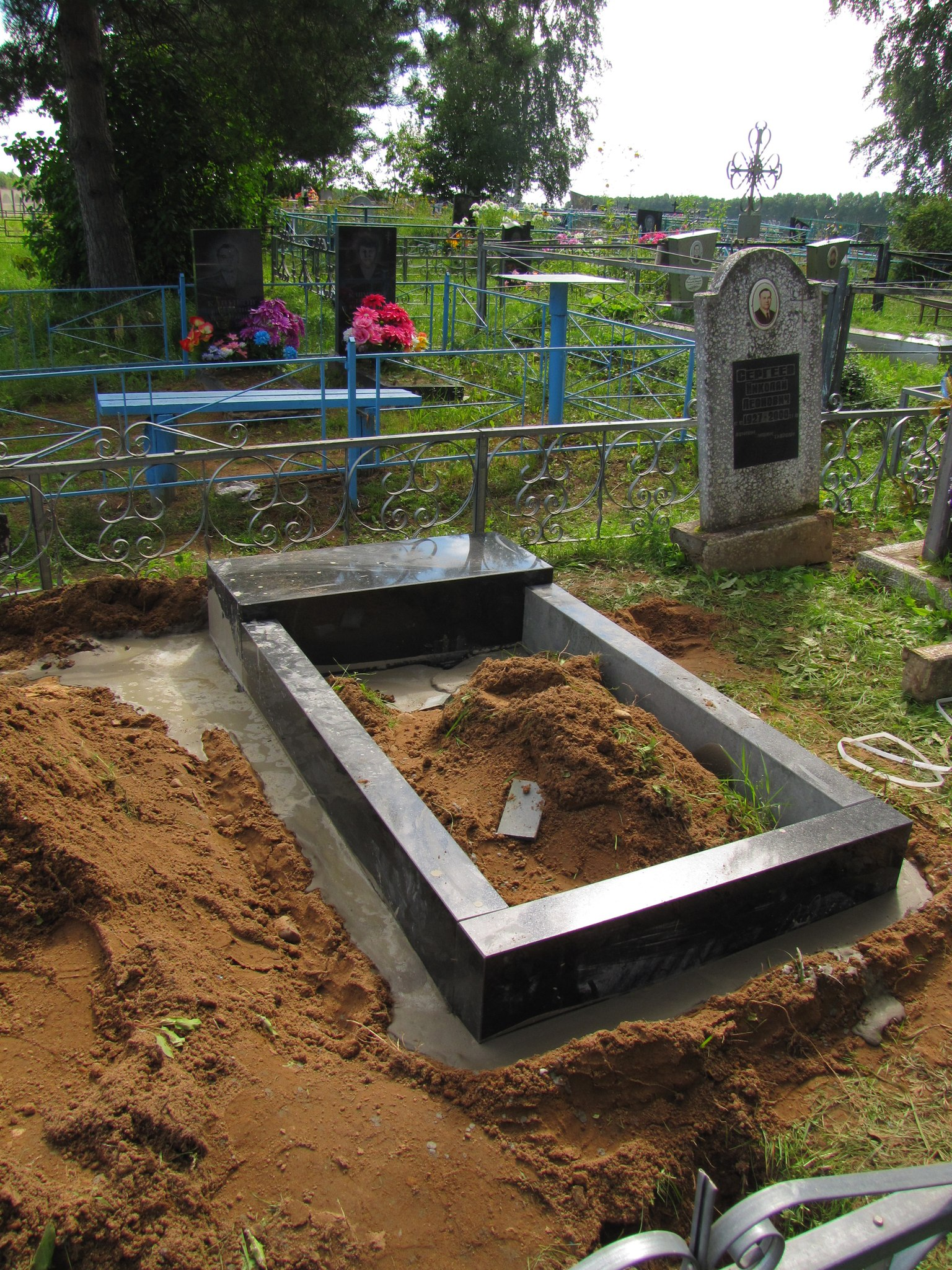
Могила Сергеевой в Прудках.

С 1964 года Сергеева проживала в деревне Прудки, в течение двадцати лет была руководительницей комплексной бригады совхоза имени Урицкого. Бригада Сергеевой добилась больших результатов в производстве технических и зерновых культур и получении высоких урожаев, выйдя на первое место в Сафоновском районе.
Указом Президиума Верховного Совета СССР от 8 апреля 1971 года за «большие заслуги в развитии сельского хозяйства» Анна Сергеева была удостоена высокого звания Героя Социалистического Труда с вручением ордена Ленина и медали «Серп и Молот».
С 1984 года — на пенсии. Некоторое время ещё продолжала работать телятницей, овцеводом. Активно занималась общественной деятельностью, избиралась делегатом XXIV съезда КПСС, членом Сафоновского районного комитета КПСС, депутатом сельского и районного Советов народных депутатов. Умерла 21 марта 2012 года, похоронена на кладбище у деревни Прудки.